# Medborgaren (medlemstidning)
Medborgaren är medlemstidningen för Moderata samlingspartiet. Medborgaren började komma ut 1920 som månadsblad för Allmänna valmansförbundet.